# Park Narodowy Terra Nova
Park Narodowy Terra Nova (ang. Terra Nova National Park, fr. Parc national Terra-Nova) – park narodowy położony w północno-wschodniej części prowincji Nowa Fundlandia i Labrador, w Kanadzie. Park został utworzony w 1957, na powierzchni 400 km². Nazwa parku pochodzi od portugalskiej nazwy Nowej Fundlandii. Krajobraz parku składa się głównie z lesistych wzgórz, skał, bagien i stawów.

## Fauna
Na terenie Parku Narodowego Terra Nova występuje wiele gatunków ssaków, migrujących ptaków oraz wiele gatunków morskich.

## Turystyka
Park posiada dwa kempingi, oraz dobrze rozwiniętą sieć szlaków turystycznych. Na terenie parku można uprawiać m.in.: narciarstwo, kajakarstwo, canoing.